# Glaucias amyoti
Glaucias amyoti är en insektsart som först beskrevs av William Sweetland Dallas 1851.  Glaucias amyoti ingår i släktet Glaucias och familjen bärfisar. Inga underarter finns listade i Catalogue of Life.